# 方太厨具

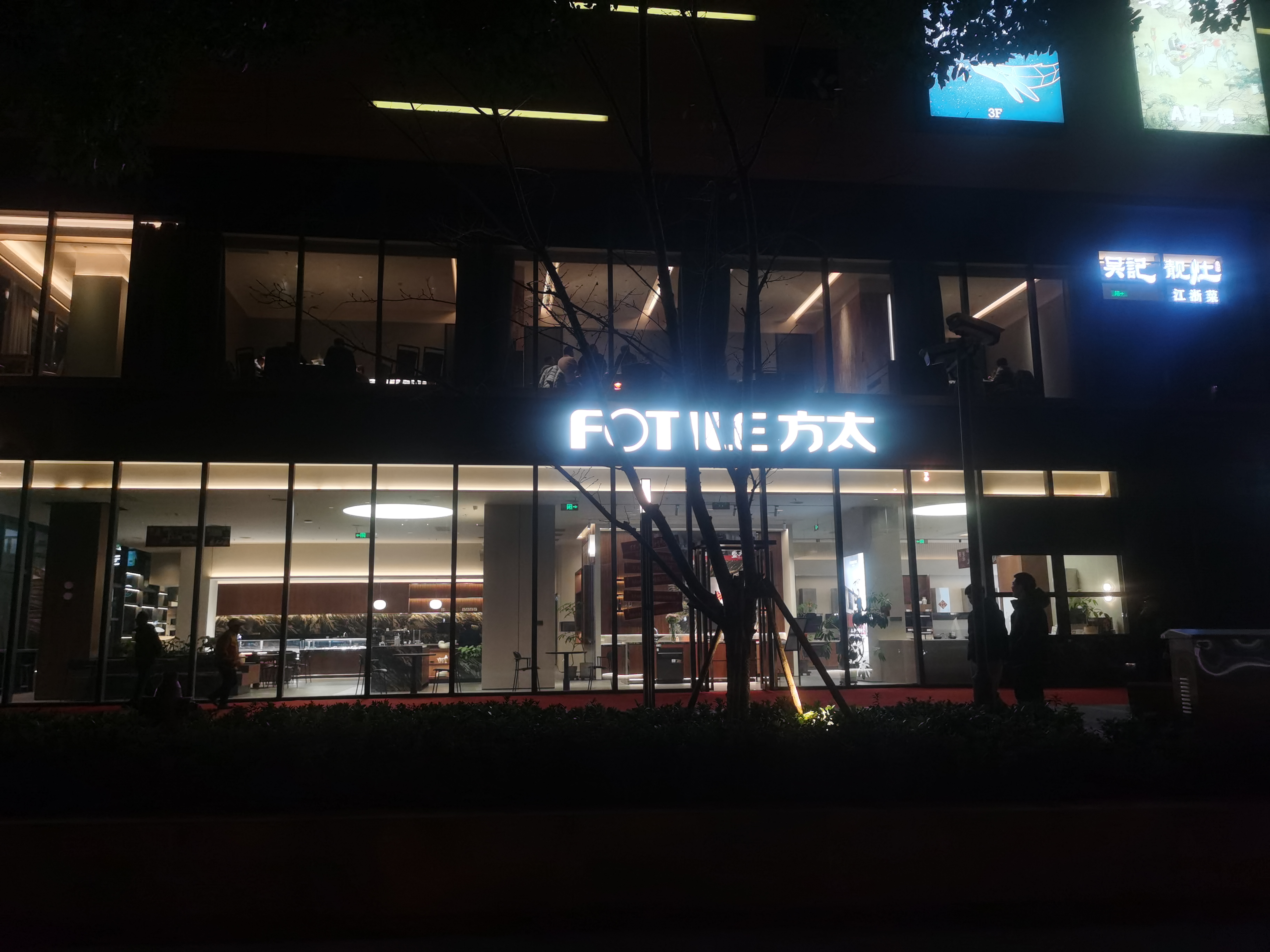
方太专卖店，位于江苏省苏州市

宁波方太厨具有限公司（英語：FOTILE），简称方太，是一家总部位于中国宁波的家用电器制造商。

## 历史
1996年成立，主要生产并销售吸油烟机、炉灶、洗碗机等厨电产品。该公司的主要竞争对手为老板电器，自2019年起年营收逐步被老板超越。